# Slingsby Advanced
Slingsby Advanced Composites Ltd är ett högteknologiskt företag inom tillverkning av produkter i kompositmaterial till försvars- och flygindustrin.
Förertaget bildades som Slingsby Aviation company när Cobham plc tog över verksamheten efter det konkursdrabbade Slingsby Sailplanes Ltd. Bland företagets produkter som leverantör till andra företag ingår roder till ubåtar, skyddshjälmar för montering av digitala instrument, dörrar till tågvagnar samt master i kevlar till segelbåtar.
Företaget tillverkar även egna produkter det två mest kända är troligen det tvåsitsiga skolflygplanet T67 Firefly och Slingsby SAH2200 hovercraft. Den sistnämnda farkosten spelade en stor roll i James Bond filmen Die Another Day. Moderbolaget Cobham plc grundades 1934 av Sir Alan Cobham och är i dag uppdelat med tre dotterbolag FR Aviation, Aerospace Systems och Chelton Group där Slingsby ingår i den sistnämnda.
Slingsby sysselsätter i dag cirka 130 personer vid sina anläggningar i Kirkbymoorside Yorkshire England. Företaget har ett eget 750 meter långt grässtråk utanför fabrikslokalen som används för flygutprovning och vid leveransflygning av flygplan.